# Корухов, Юрий Георгиевич
Юрий Георгиевич Корухов (4 сентября 1928, Луганск — 18 декабря 2015) — советский и российский юрист, специалист по теории судебной экспертизы, трасологии и исследованию документов; доктор юридических наук (1979), профессор Академии МВД СССР (1981); главный эксперт лаборатории трасологической экспертизы при РФЦСЭ Министерства юстиции РФ; заслуженный юрист Российской Федерации.

## Биография
Юрий Корухов родился 4 сентября 1928 года в Луганске; в 1953 году он стал выпускником юридического факультета Московского государственного университета имени М. В. Ломоносова (МГУ). После получения высшего образования он стал научным сотрудником в НИИ судебной медицины; в период с 1958 по 1962 год он являлся старшим научным сотрудником Центральной криминалистической лаборатории Всесоюзного института юридических наук (ЦКЛ ВИЮН). В 1962—1964 годах Корухов занимал пост доцента на кафедре криминалистики Всесоюзного юридического заочного института (ВЮЗИ). С 1974 по 1981 год он заведовал научно-исследовательской лабораторией трасологических исследований во Всесоюзном научно-исследовательском институте судебных экспертиз (ВНИИСЭ) и, одновременно, являлся заведующим кафедрой криминалистики и судебной экспертизы, являвшейся частью Всесоюзного института усовершенствования работников юстиции МЮ СССР.
После ликвидации кафедры, Корухов перешел в Академию МВД СССР (сегодня — Академия управления МВД России). В 1985 году он стал заместителем директора по научной работе во ВНИИСЭ; в дальнейшем он занял пост главного эксперта лаборатории трасологической экспертизы в Российском федеральном центре судебной экспертизы (РФЦСЭ), действующем при Министерстве юстиции России. В 1959 Корухов защитил кандидатскую диссертацию на тему «Криминалистическое исследование следов крови на одежде» — стал кандидатом юридических наук. Спустя два десятилетия, в 1979 году, он успешно защитил докторскую диссертацию на тему «Организация и правовое регулирование криминалистических исследований в деятельности правоохранительных органов» — стал доктором юридических наук. Скончался 18 декабря 2015 года и 21 декабря был похоронен на московском Николо-Архангельском кладбище.

## Работы
Юрий Корухов являлся автором и соавтором более 180 научных работ, включая 12 учебных пособий; специализировался на общей теории судебной экспертизы, на проблемах исследования документов и трасологии:
- «Криминалистическое исследование документов» (1974)
- «Трасологическая диагностика» (1983)
- «Fundamentals of Criminalistics» (1987, соавт.)
- «Криминалистическая экспертиза: возникновение, становление и тенденции развития» (1994, соавт.)
- «Криминалистика» (1973, 1986, 1995, 1999, 2002, 2005, 2007, 2010, соавт.)
- «Криминалистическое обеспечение деятельности криминальной милиции и органов предварительного расследования» (1997, соавт.)
- «Основы судебной экспертизы» ч. 1. Общая теория (1997, соавт.)
- «Криминалистическая диагностика при расследовании преступлений» (1998)
- «Энциклопедия судебной экспертизы» (1999, соавт.)
- «Судебная экспертиза по новому российскому законодательству» (2003, соавт.).